# Саказов, Янко
Янко Саказов (болг. Янко Сакъзов; 24 сентября 1860, Шумен — 2 февраля 1941, София) — болгарский политик, депутат.

## Биография
Родился 24 сентября 1860 в Шумен, учился в России (1878—1881), затем в Германии (1881—1883), Лондоне (1883) и Париже (1884).
Через некоторое время после возвращения в Болгарию был учителем естественных наук и истории в Шумене, где работал с Димитром Благоевым. С 1887 по 1890 был помощником прокурора в своем родном городе.
Занимался политикой с 1893 г. Саказов является одним из первых депутатов-социалистов в Национальной ассамблее. Член парламента в VII (1893—1894), VIII (1894—1896), XII (1902—1903), XV—XIX (1911—1923), XXI—XXIII (1923—1934) национального Собрания.
Соучредитель и редактор журнала «Общо дело». В 1903 Саказов и его сторонники были исключены из БРСДП и создали БРСДП (ш.с.), которая впоследствии была переименована в БРСП (об.)
Был министром торговли, промышленности и труда в правительстве Теодора Теодорова (19 октября 1918 — 6 октября 1919), ввёл в Болгарии восьмичасовой рабочий день. Саказов также выполняет различные дипломатические миссии за рубежом.

### Книги
- «Цезаризъм или демокрация» (1903).
- «Българите в своята история» (1910).

### Политические произведения
- «Поглед върху новата история на България и мястото на българските социалисти» (1906).
- «Против монархията — в защита на републиката» (1946).

## Семья
Был женат на писательнице Анне Кариме, в браке с которой имел 3 детей. Позже, проживал с Верой Стаматовой, имели общего сына Анатола.
Умер 2 февраля 1941 в Софии.